# Eria brownei
Eria brownei är en orkidéart som beskrevs av Kenneth William Braid. Eria brownei ingår i släktet Eria och familjen orkidéer.
Artens utbredningsområde är Burma. Inga underarter finns listade i Catalogue of Life.